# 山内繁雄
山内 繁雄（やまうち しげお、1876年〈明治9年〉 - 1973年〈昭和48年〉）は、日本の生物学者、理学博士。

## 略歴
- 1876年 - 山形県鶴岡市生まれ。
- 1911年 - 理学博士号授与
- 東京高等師範学校教授
- シカゴ大学教授
- 1949年 - 北海学院院長
- 1973年 - 死去。97歳

## 著作物
著書
- 1914年 - 『輓近植物学教科書』 開成館
- 1914年 - 『細胞と遺伝』 大日本図書
- 1914年 - 『遺伝の話』 東京国民書院
- 1915年 - 『生殖と戦争』 冨山房
- 1915年 - 『遺伝論』 大日本学術協会
- 1917年 - 『人類の遺伝』 大日本学術協会
- 1921年 - 『小学校に於ける動植物教授実験指針』 隆文館
- 1922年 - 『人類の進化』 国史講習会
- 1923年 - 『家庭生物学』 総文館
- 1926年 - 『性と遺伝』 共立社
- 1926年 - 『人類の進化』 雄山閣
- 1935年 - 『新制応用理科教授資料 生物の部』 丸善

共著
- 1903年 - 『動物教科書 ： 高等女学校』 高橋本吉（著） 文学社
- 1903年 - 『生理衛生教科書 ： 高等女学校』 高橋本吉（著） 文学社
- 1906年 - 『女子動物教科書』 高橋本吉（著） 文学社

共編
- 1902年 - 『博物学教授及研究之準備』 野原茂六 東洋社
- 1902年 - 『中学生理衛生教科書』 高橋本吉 弘文館

## 参考資料
- 『庄内文化芸術名鑑』 長南寿一（著） 1982年